# Diastylis loricata
Diastylis loricata is een zeekommasoort uit de familie van de Diastylidae. De wetenschappelijke naam van de soort is voor het eerst geldig gepubliceerd in 1955 door Lomakina.